# Mikroskop sił atomowych

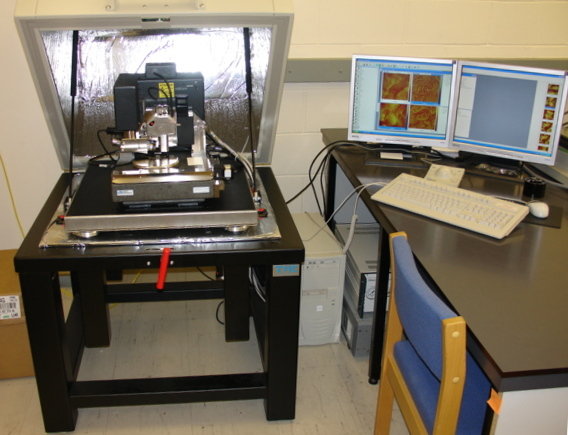
Mikroskop AFM

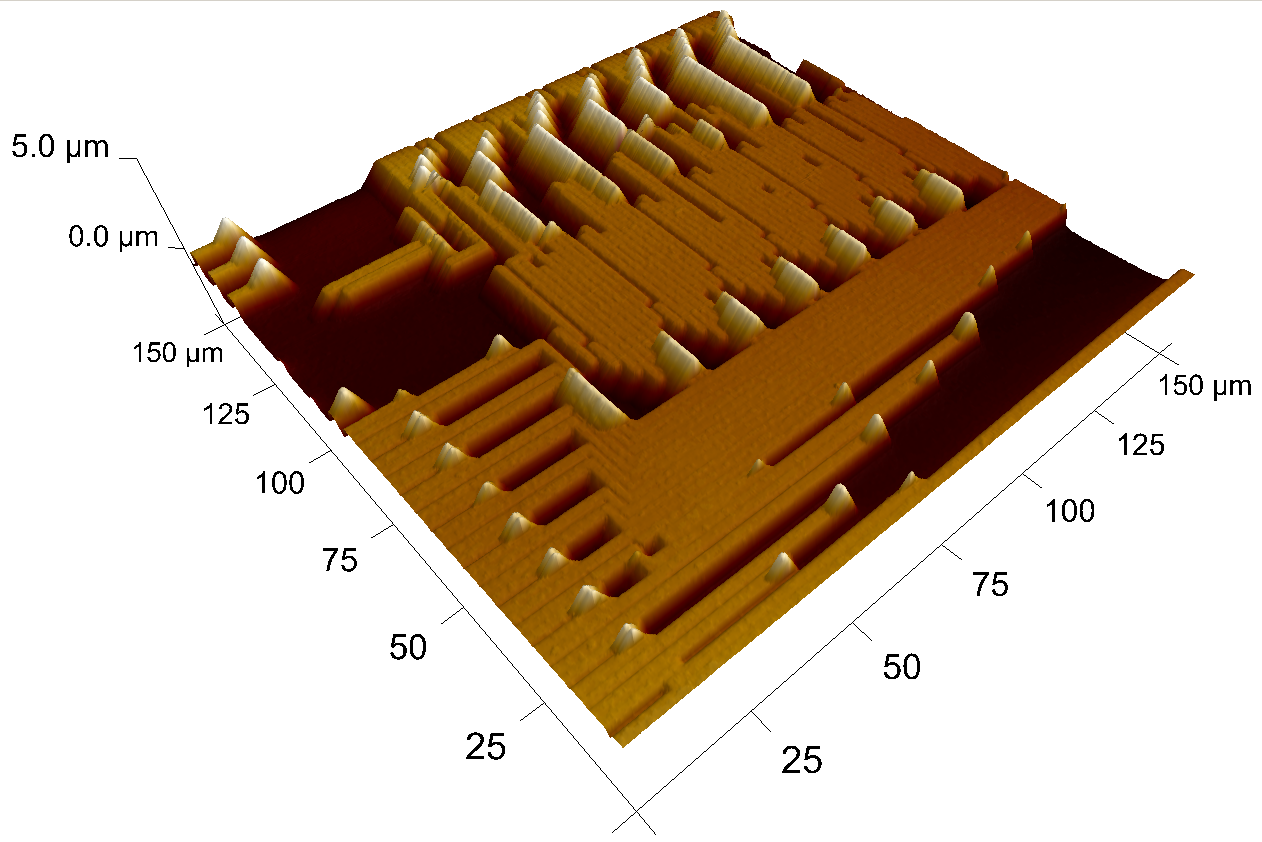
Obraz AFM: rdzeń Pentium MMX

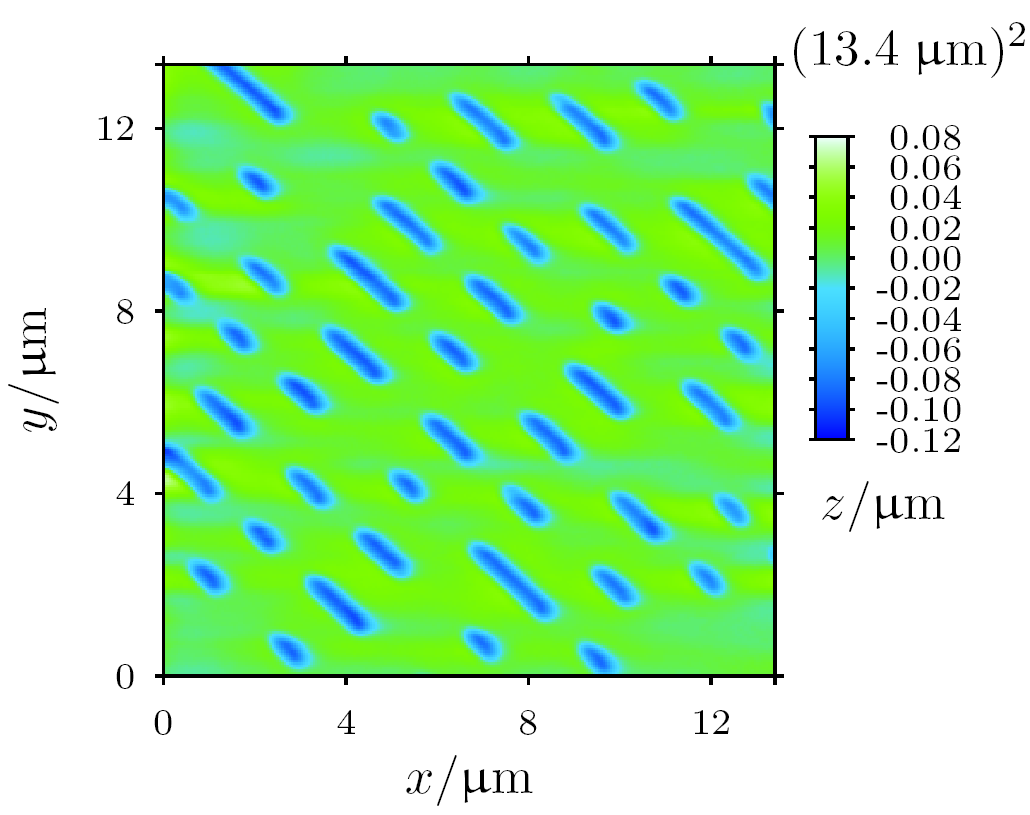
Zdjęcie AFM powierzchni CD

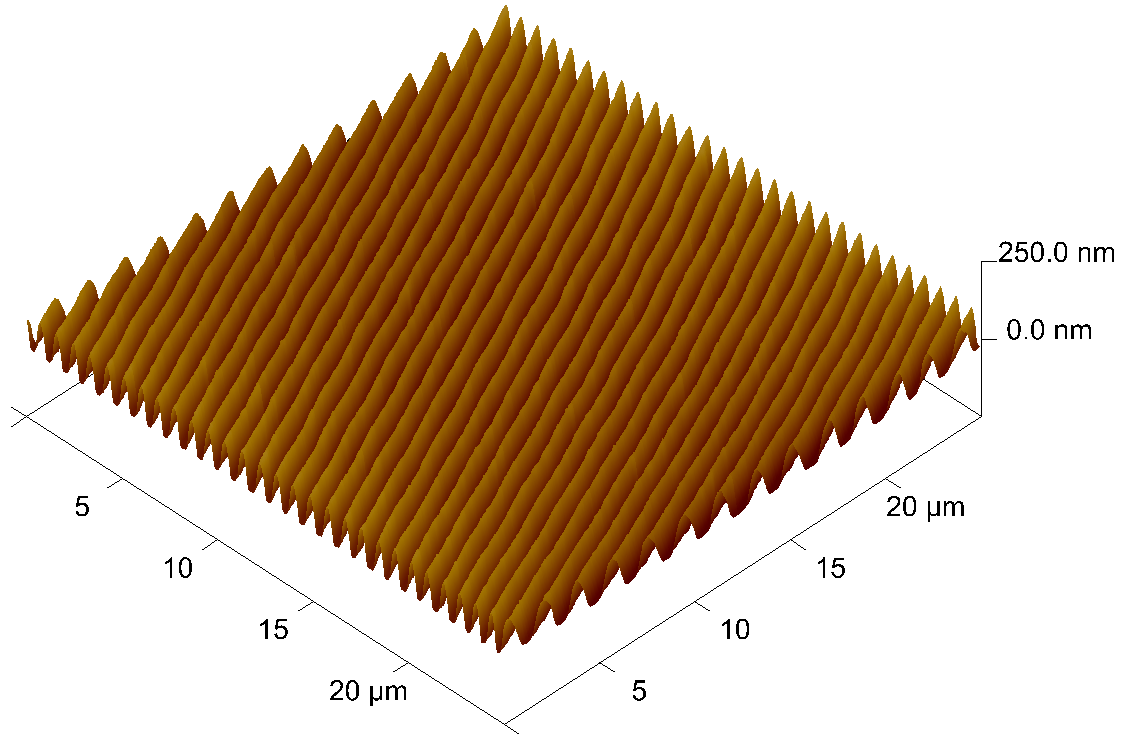
Obraz uzyskany za pomocą AFM: powierzchnia DVD

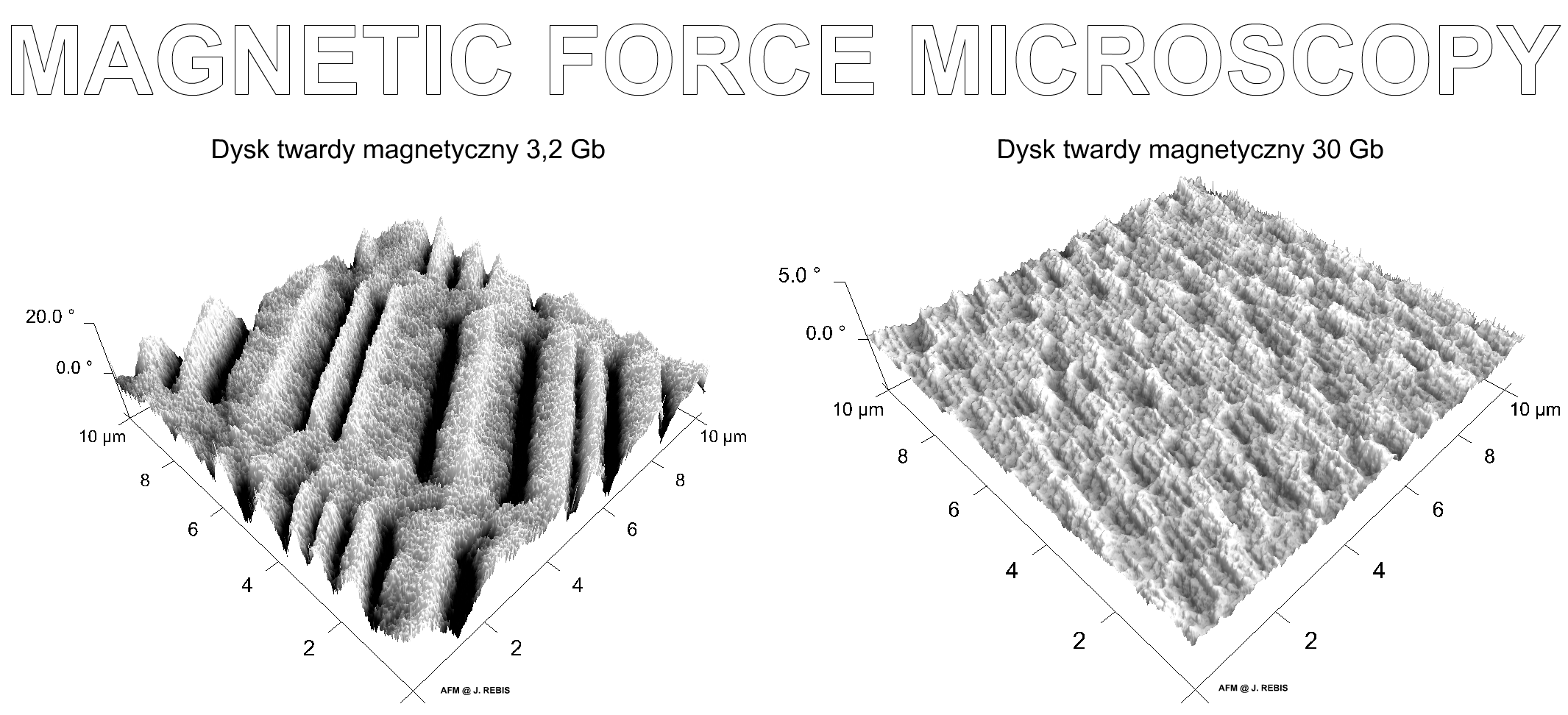
Dysk twardy 3,2 i 30 Gb obrazowany za pomocą MFM.

Mikroskop sił atomowych (ang. atomic force microscope, AFM) – rodzaj mikroskopu ze skanującą sondą (ang. scanning probe microscope, SPM). Umożliwia uzyskanie obrazu powierzchni ze zdolnością rozdzielczą rzędu wymiarów pojedynczego atomu dzięki wykorzystaniu sił oddziaływań międzyatomowych, na zasadzie przemiatania ostrza nad lub pod powierzchnią próbki.
Mikroskop ten skonstruowali Gerd Binnig, Calvin F. Quate i Christoph Gerber w 1986 roku.

## Zasada działania

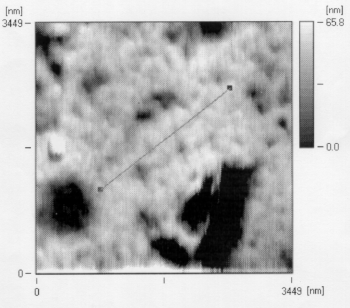
Wizualizacja AFM powierzchni kauczuku polisiloksanowego, wykonanego w trybie kontaktu przerywanego.

Postęp w badaniach naukowych, jaki przyniosło skonstruowanie skaningowego mikroskopu tunelowego (ang. scanning tunnelling microscope, STM), stał się inspiracją do dalszych poszukiwań. Twórcy pierwszego mikroskopu sił atomowych wpadli na pomysł, że do obrazowania powierzchni można by wykorzystać siły oddziaływania międzyatomowego. Umożliwiłoby to obserwowanie powierzchni izolatorów, co było niedostępne dla mikroskopów STM.

Schemat mikroskopu sił atomowych (AFM) z optyczną detekcją ugięcia mikrobelki

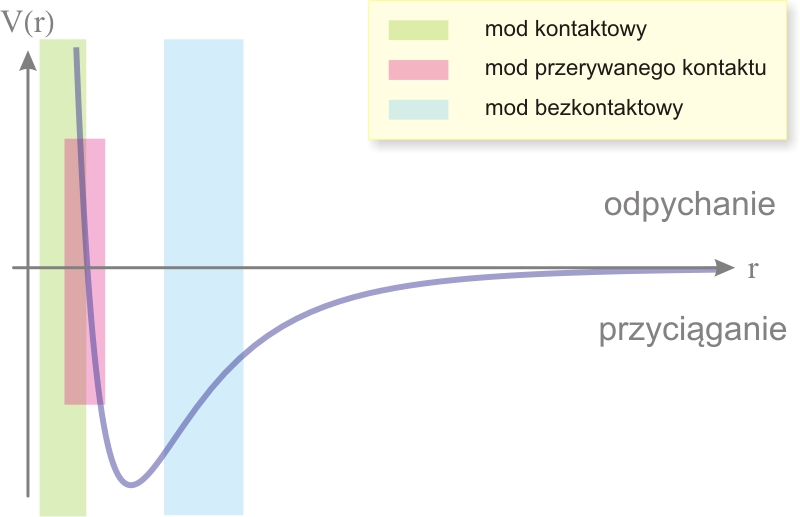
Strefy potencjału Lennarda-Jonesa wykorzystywanego przez podstawowe tryby pracy AFM-u

Występowanie sił magnetycznych, elektrostatycznych i oddziaływań międzyatomowych pomiędzy atomami ostrza i badanej powierzchni umożliwia wykorzystanie detekcji ruchów ostrza sunącego po powierzchni próbki do obrazowania tej powierzchni. Ostrze jest wytworzone na sprężystej mikrodźwigni (mikrobelce), której odchylenie umożliwia wyznaczenie siły oddziaływania międzyatomowego pomiędzy atomami ostrza i badanej powierzchni. Mapa sił dla każdego punktu powierzchni próbki jest przetwarzana komputerowo na obraz. Pomiar ugięcia dźwigni jest najczęściej dokonywany metodami optycznymi. Czułość odczytu ugięcia dźwigni sięga dziesiątych części angstrema. Jeśli chce się do obrazowania wykorzystać siły magnetyczne, to ostrze pokrywa się materiałem magnetycznym. Na czubek ostrza składa się od kilku do kilkuset atomów. Mikrosondy stosowane w AFM produkuje się zazwyczaj z krzemu i azotku krzemu.
Za pomocą mikroskopu sił atomowych można też dokonać pomiarów sił tarcia w skali atomowej i je zobrazować – mierzymy wówczas skręcenie dźwigni, a nie ugięcie w kierunku prostopadłym do badanej powierzchni. Mówimy wtedy o mikroskopie sił tarcia (ang. friction force microscope, FFM).
Interpretacja obrazów wymaga szczegółowej analizy oddziaływań ostrze-próbka. Na ten temat powstało wiele prac teoretycznych. W idealnej sytuacji zakładamy, że obserwowany obraz jest wynikiem oddziaływania najbardziej wysuniętych atomów ostrza i próbki. Obrazy mogą różnić się między sobą, jeśli używamy różnych ostrzy.
W mikroskopie sił atomowych do zobrazowania powierzchni próbki można wykorzystać siły krótko- lub długozasięgowe. Ze względu na rodzaj tych sił wyróżnia się następujące tryby pomiarowe:
- Tryb kontaktowy, w którym ostrze AFM odgrywa rolę profilometru badającego topografię powierzchni. Nacisk ostrza na powierzchnię wynosi od 10−11 N do 10−7 N, co powoduje, że obszar kontaktu pomiędzy ostrzem a powierzchnią próbki jest ekstremalnie mały. W tym trybie wykorzystywane są krótkozasięgowe siły oddziaływania międzyatomowego. Pomiędzy atomami na czubku ostrza a atomami próbki zachodzą bezpośrednie interakcje ich sfer elektronowych, a działające na ostrze siły odpychające powodują ugięcie mikrobelki.
- Tryb bezkontaktowy, w którym odsuwając ostrze na odległość 1–10 nm, do obrazowania wykorzystywane są siły dalszego zasięgu, takie jak: siły magnetyczne, elektrostatyczne lub przyciągające siły van der Waalsa. W tej metodzie obrazowania nie mierzy się statycznego ugięcia dźwigni, ale wprawia się dźwignię w drgania o częstości zbliżonej do jej częstości rezonansowej za pomocą piezoelementu. Reakcją na siłę działającą na dźwignie jest zmiana amplitudy i częstości drgań, co jest informacją pozwalającą uzyskać obraz[3].
- Tryb kontaktu przerywanego, w którym belka jest wprowadzana w drgania na tyle blisko powierzchni, że poza siłami długozasięgowymi znaczenie mają również siły krótkozasięgowe: ostrze cyklicznie uderza w powierzchnię.

Dźwignie mogą być wytwarzane wraz z ostrzem lub ostrza są do niej przyklejane. Typowe dźwignie mają długość od 100 do 500 μm, stałe sprężystości 0,01 – 1 N/m i częstości rezonansowe w zakresie 3 – 500 kHz.

## Zastosowanie
Za pomocą mikroskopu sił atomowych można uzyskać mikroskopowe mapy opisujące zarówno ukształtowanie powierzchni, jak i jej właściwości fizyczne, takie jak: tarcie, adhezja, rozkład ładunku elektrostatycznego, przewodność elektryczna, struktura domen magnetycznych czy przewodność termiczna. AFM umożliwia także obrazowanie ścian domenowych w ferroelektrykach. Przeprowadzenie pomiaru zwykle nie wymaga skomplikowanych procedur przygotowania badanej próbki (w porównaniu z innymi metodami mikroskopowymi) i może być dokonane zarówno w powietrzu, jak i w cieczy czy w próżni. Dzięki temu np. w biologii staje się możliwe obrazowanie i badanie właściwości żywych komórek w ich naturalnym ciekłym środowisku, co jest utrudnione w przypadku szeroko dotychczas stosowanej mikroskopii elektronowej.
Metodą AFM bada się albo tzw. powierzchnie swobodne próbek (czyli powierzchnie takie jak naturalnie występują) albo powierzchnie otrzymane w wyniku bardzo precyzyjnego cięcia próbki. Często bada się też pojedyncze warstwy atomów nanoszone na specjalnych matrycach.
Mikroskopia sił atomowych znalazła również zastosowanie w kontroli jakości w przemyśle materiałów optycznych, półprzewodnikowych oraz magnetycznych nośników pamięci. Mikroskop sił atomowych umożliwia badanie gładkości powierzchni stempli do wyrobów płyt kompaktowych.
AFM stosuje się w chemii i fizyce do badania m.in. struktury krystalicznej próbek, ponadto do obserwacji formowania warstw surfaktantów czy cząstek koloidalnych lub np. do bezpośredniej obserwacji, w jaki sposób „układają” się cząsteczki polimeru w stopie. Metoda ta jest też często wykorzystywana w metalurgii, geologii i biofizyce.

## Terminologia
Skrót AFM używany jest zarówno dla dziedziny nauki i techniki: mikroskopia sił atomowych (ang. atomic force microscopy), jak i dla narzędzia badawczego (ang. atomic force microscope).